# A lyga 2024
Die A lyga 2024, die einem Sponsorenvertrag zufolge auch TOPsport A lyga genannt wird, war die 35. Spielzeit der höchsten litauischen Spielklasse im Männerfußball. Sie begann am 1. März 2024 und endete am 9. November 2024.
Titelverteidiger war FK Panevėžys, während mit FK Transinvest ein Aufsteiger neu in der Liga mitspielte.

## Modus
Die zehn Teams traten an 36 Spieltagen viermal gegen die anderen Teams an, zweimal zu Hause und zweimal auswärts. Der Meister darf in der Qualifikation für die Champions League 2025/26 antreten, während der Zweite, Dritte sowie der Pokalsieger in der Conference-League-Qualifikation 2026 antreten. Das Team auf dem letzten Platz stieg direkt ab, das Team auf dem vorletzten Rang spielte in der Relegation gegen den Zweitplatzierten der Pirma lyga 2024 um den Klassenerhalt.

## Vereine
| Verein            | Stadt       | Stadion                                   | Kapazität |
| ----------------- | ----------- | ----------------------------------------- | --------- |
| FK Panevėžys      | Panevėžys   | Aukštaitija-Stadion                       | 6.600     |
| FK Sūduva         | Marijampolė | Sūduva-Stadion                            | 6.250     |
| FK Žalgiris       | Vilnius     | LFF-Stadion                               | 5.422     |
| DFK Dainava       | Alytaus     | Alytaus m. stadionas                      | 3.748     |
| FA Šiauliai       | Šiauliai    | Šiaulių savivaldybės stadionas            | 3.430     |
| FC Džiugas        | Telšiai     | Zentralstadion Telšiai                    | 3.000     |
| FK Banga          | Gargždai    | Gargždų miesto stadionas                  | 2.323     |
| FK Kauno Žalgiris | Kaunas      | S.Dariaus-und-S.Girėno-Stadion            | 15.000    |
| FC Hegelmann      | Kaunas      | Prezidento V. Adamkaus VDU sporto centras | 1.200     |
| FK Transinvest    | Galinė      | Širvintų stadionas                        | 1.000     |

## Abschlusstabelle
| Pl.             | Verein                | Sp. | S  | U  | N  | Tore    | Diff. | Punkte |
| --------------- | --------------------- | --- | -- | -- | -- | ------- | ----- | ------ |
| 1.              | FK Žalgiris Vilnius   | 36  | 24 | 7  | 5  | 076:310 | +45   | 79     |
| 2.              | FC Hegelmann          | 36  | 19 | 10 | 7  | 060:400 | +20   | 67     |
| 3.              | FK Kauno Žalgiris     | 36  | 15 | 9  | 12 | 043:400 | +3    | 54     |
| 4.              | DFK Dainava           | 36  | 12 | 9  | 15 | 033:400 | −7    | 45     |
| 5.              | FK Banga              | 36  | 10 | 13 | 13 | 037:460 | −9    | 43     |
| 6.              | FC Džiugas            | 36  | 11 | 9  | 16 | 033:480 | −15   | 42     |
| 7.              | FA Šiauliai           | 36  | 10 | 12 | 14 | 039:500 | −11   | 42     |
| 8.              | FK Panevėžys (M)      | 36  | 9  | 14 | 13 | 034:400 | −6    | 41     |
| 9.              | FK Sūduva             | 36  | 9  | 12 | 15 | 033:380 | −5    | 39     |
| 10.             | FK Transinvest (N, P) | 36  | 11 | 5  | 20 | 035:500 | −15   | 38     |
| Stand: Endstand |                       |     |    |    |    |         |       |        |

| (M) | amtierender litauischer Meister     |
| (P) | amtierender litauischer Pokalsieger |
| (N) | Neu/Aufsteiger                      |

## Kreuztabelle
| Hinrunde (Runden 1–18) | Hinrunde (Runden 1–18) | Hinrunde (Runden 1–18) | Hinrunde (Runden 1–18) | Hinrunde (Runden 1–18) | Hinrunde (Runden 1–18) | Hinrunde (Runden 1–18) | Hinrunde (Runden 1–18) | Hinrunde (Runden 1–18) | Hinrunde (Runden 1–18) | 2024                | Rückrunde (Runden 19–36) | Rückrunde (Runden 19–36) | Rückrunde (Runden 19–36) | Rückrunde (Runden 19–36) | Rückrunde (Runden 19–36) | Rückrunde (Runden 19–36) | Rückrunde (Runden 19–36) | Rückrunde (Runden 19–36) | Rückrunde (Runden 19–36) | Rückrunde (Runden 19–36) |
| ---------------------- | ---------------------- | ---------------------- | ---------------------- | ---------------------- | ---------------------- | ---------------------- | ---------------------- | ---------------------- | ---------------------- | ------------------- | ------------------------ | ------------------------ | ------------------------ | ------------------------ | ------------------------ | ------------------------ | ------------------------ | ------------------------ | ------------------------ | ------------------------ |
| FK Žalgiris Vilnius    | FK Kauno Žalgiris      | FK Panevėžys           | FC Hegelmann           | FK Transinvest         | FK Sūduva              | FA Šiauliai            | FK Banga               | FC Džiugas Telšiai     | DFK Dainava            | Verein              | FK Žalgiris Vilnius      | FK Kauno Žalgiris        | FK Panevėžys             | FC Hegelmann             | FK Transinvest           | FK Sūduva                | FA Šiauliai              | FK Banga                 | FC Džiugas Telšiai       | DFK Dainava              |
| •                      | 1:0                    | 2:1                    | 1:3                    | 2:0                    | 3:3                    | 3:0                    | 2:2                    | 3:1                    | 4:0                    | FK Žalgiris Vilnius | •                        | 5:0                      | 2:4                      | 1:1                      | 2:0                      | 4:0                      | 3:1                      | 2:1                      | 2:1                      | 3:1                      |
| 0:1                    | •                      | 0:1                    | 1:2                    | 2:1                    | 2:1                    | 2:1                    | 0:3                    | 3:0                    | 1:0                    | FK Kauno Žalgiris   | 1:0                      | •                        | 0:0                      | 4:1                      | 2:0                      | 2:4                      | 2:1                      | 1:1                      | 0:1                      | 0:1                      |
| 1:2                    | 0:0                    | •                      | 0:2                    | 1:1                    | 1:0                    | 2:0                    | 0:1                    | 0:0                    | 0:0                    | FK Panevėžys        | 0:0                      | 1:2                      | •                        | 0:1                      | 2:1                      | 0:0                      | 1:3                      | 0:1                      | 1:0                      | 2:0                      |
| 0:0                    | 0:1                    | 4:2                    | •                      | 2:3                    | 3:2                    | 2:2                    | 2:2                    | 2:1                    | 0:1                    | FC Hegelmann        | 3:1                      | 1:1                      | 2:2                      | •                        | 2:1                      | 2:1                      | 0:0                      | 3:0                      | 1:0                      | 1:2                      |
| 1:3                    | 3:2                    | 3:0                    | 1:2                    | •                      | 0:2                    | 1:3                    | 0:1                    | 0:1                    | 0:2                    | FK Transinvest      | 0:1                      | 0:3                      | 0:0                      | 3:2                      | •                        | 2:2                      | 2:0                      | 0:1                      | 3:0                      | 2:1                      |
| 1:1                    | 2:2                    | 1:0                    | 0:1                    | 0:1                    | •                      | 0:0                    | 1:0                    | 0:1                    | 0:1                    | FK Sūduva           | 1:1                      | 1:1                      | 1:3                      | 0:1                      | 0:0                      | •                        | 0:0                      | 2:0                      | 2:1                      | 0:0                      |
| 1:2                    | 2:1                    | 1:1                    | 1:1                    | 0:1                    | 0:1                    | •                      | 0:0                    | 3:3                    | 1:0                    | FA Šiauliai         | 1:3                      | 1:0                      | 2:1                      | 3:1                      | 1:0                      | 2:1                      | •                        | 0:0                      | 0:3                      | 0:0                      |
| 1:4                    | 1:1                    | 2:0                    | 2:4                    | 2:0                    | 0:0                    | 0:1                    | •                      | 0:2                    | 0:3                    | FK Banga            | 0:2                      | 1:1                      | 2:3                      | 1:1                      | 1:1                      | 1:0                      | 4:1                      | •                        | 0:0                      | 0:3                      |
| 0:4                    | 0:1                    | 0:0                    | 0:0                    | 2:0                    | 1:0                    | 2:1                    | 1:1                    | •                      | 2:1                    | FC Džiugas          | 1:0                      | 2:3                      | 3:3                      | 0:2                      | 0:3                      | 1:0                      | 2:2                      | 0:2                      | •                        | 0:2                      |
| 0:1                    | 0:0                    | 0:0                    | 0:2                    | 1:0                    | 0:1                    | 2:2                    | 2:2                    | 0:0                    | •                      | DFK Dainava         | 0:5                      | 0:1                      | 1:1                      | 0:1                      | 0:1                      | 0:3                      | 3:2                      | 3:1                      | 3:1                      | •                        |

## Relegation
Der Zweitplatzierte der Pirma lyga traf auf den Neuntplatzierten der A lyga. Die Spiele fanden am 17. und 23. November 2024 statt.
|        | Gesamt          |           | Hinspiel | Rückspiel |
| ------ | --------------- | --------- | -------- | --------- |
| FK Be1 | 2:2 (2:4 i. E.) | FK Sūduva | 2:1      | 0:1 n. V. |

Steve Lawson erzwang mit seinem Elfmetertor in der vierten Minute der Nachspielzeit die Verlängerung im Rückspiel. In dieser fiel kein Treffer mehr. Im anschließenden Elfmeterschießen sicherte sich Sūduva den Klassenerhalt.

## Torschützenliste
| Pl. | Name                  | Team                | Tore |
| --- | --------------------- | ------------------- | ---- |
| 01. | Liviu Antal           | FK Žalgiris Vilnius | 20   |
| 02. | Dāvis Ikaunieks       | FA Šiauliai         | 17   |
| 03. | Henrique Devens       | FK Transinvest      | 16   |
| 04. | Giedrius Matulevičius | FK Žalgiris Vilnius | 11   |
| 04. | Nino Noordanus        | FC Džiugas          | 11   |
| 06. | Filip Dangubić        | FK Kauno Žalgiris   | 10   |
| 07. | Michael Thuíque       | FC Hegelmann        | 09   |
| 07. | Matas Vareika         | FC Hegelmann        | 09   |
| 09. | Nikola Petković       | FK Žalgiris Vilnius | 08   |
| 09. | Valdas Paulauskas     | FK Banga            | 08   |